# Jean VII de Mecklembourg-Schwerin
Pour les articles homonymes, voir Jean VII.
Jean VII de Mecklembourg-Schwerin, (en allemand Johann VII von Mecklenburg-Schwerin), né le 7 mars 1558 à Güstrow, décédé le 22 mars 1592 à Burg Stargard.
Il fut duc de Mecklembourg-Schwerin de 1585 à 1592.

## Famille
Fils de Jean-Albert Ier de Mecklembourg-Schwerin et de Anne-Sophie de Prusse.

### Mariage et descendance
Le 17 février 1588, Jean VII de Mecklembourg-Schwerin épousa Sophie de Schleswig-Holstein-Gottorp (1569-1634), (fille du duc Adolphe de Holstein-Gottorp).
Trois enfants sont nés de cette union :
- Adolphe-Frédéric Ier de Mecklembourg-Schwerin, (1588-1658) duc de Mecklembourg-Schwerin
- Jean-Albert II de Mecklembourg-Güstrow (1590-1636), duc de Mecklembourg-Güstrow de 1592 à 1610 date de son abdication, en 1608, il épousa Marguerite-Élisabeth de Mecklembourg-Gadebush (†1616) (quatre enfants). Veuf, il épousa en 1625 Élisabeth de Hesse-Cassel (1596-1625), (fille du landgrave Maurice de Hesse-Cassel), (un enfant). De nouveau veuf, il épousa en 1626, Éléonore d'Anhalt-Bernbourg (†1657), (fille du prince Christian Ier d'Anhalt-Bernbourg (trois enfants)
- Anne de Mecklembourg-Schwerin (1591-1648).

## Biographie
Au décès de son père en 1576, Jean VII de Mecklembourg-Schwerin était alors âgé de dix-huit ans, son oncle Ulrich III Nestor de Mecklembourg-Güstrow régna en son nom pendant les neuf années de sa minorité. Le 12 septembre 1585, Jean VII de Mecklembourg-Schwerin fut déclaré majeur.
Très vite, Jean VII de Mecklembourg-Schwerin eut à faire face à des problèmes pour lesquels il ne fut pas préparé, notamment les problèmes posés par son oncle Christophe de Mecklembourg-Schwerin concernant la fonction d'administrateur de l'évêché de Ratzebourg. Ce litige entre les deux hommes donna lieu à un échange verbal très dur. À la suite de cette dispute, Jean VII de Mecklembourg-Schwerin se donna la mort.
À cette époque, les personnes se donnant la mort ne pouvaient être inhumées dans un lieu saint. On inventa une histoire, on invoqua un pacte conclu entre le diable et deux femmes de Schwerin. Le diable, fut déclaré coupable de l'assassinat de Jean VII de Mecklembourg-Schwerin. Les femmes furent soumises à la question, Catherine Ankelmuth mourut dans la chambre de torture, Madeleine Rukitz fut brûlée vive sur un bûcher. Jean VII de Mecklembourg-Schwerin put être inhumé en la cathédrale de Schwerin.
À la mort de Jean VII de Mecklembourg-Schwerin ses fils étaient âgés seulement de deux ans, un Conseil de régence fut désigné pour gouverner le Mecklembourg-Schwerin et le Mecklembourg-Güstrow.

## Généalogie
Jean VII de Mecklembourg-Schwerin appartient à la lignée de Mecklembourg-Schwerin, cette lignée appartenant à la première branche de la Maison de Mecklembourg.